# Matet
Matet és un municipi del País Valencià que es troba a la comarca de l'Alt Palància.
Limita amb L'Alcúdia de Veo, Algímia d'Almonesir, Gaibiel, Pavies, La Vall d'Almonesir i Vilamalur.

## Geografia
La localitat es troba en la vessant d'un pujol rocós coneguda com el Pilón en els contraforts nord-occidentals de la Serra d'Espadà. A causa de la seua situació geogràfica, el terme municipal és abrupte i presenta altures destacades com ara el Morterico (862 msnm), el Rector (855 m) o el Carro (835 m). El clima és temperat, encara que una mica fresc a l'hivern, i sec. Encara que el terreny és majoritàriament muntanyós, també comprén algunes zones de plana.

## Història
D'origen musulmà, Matet formava part de la Vall d'Almonesir. Entre els anys 1233 i 1238 fon conquerida pels cristians, que mantingueren la població àrab, i atorgada, el 1245, al bisbe de Barcelona, Berenguer Palau. Posteriorment la població fou confiscada pel rei i, el 1260, la vall va ser donada a Pere Martí de Luna. L'any 1280 va passar a Pere Cornell; més tard el terme es va fragmentar i va formar un senyoriu junt amb Gaibiel, pertanyent al duc de Sessa, i per compra a Pere d'Urrea, comte d'Aranda. El 18 d'abril del 1582 el senyor vigent Joan Ximénez d'Urrea i la seua dona, Joana d'Enríquez, li donaren carta de poblament. A les primeries del segle xvii estigué immers en les revoltes morisques de la serra d'Espadà.

## Demografia
| 1900 | 1910 | 1920 | 1930 | 1940 | 1950 | 1960 | 1970 | 1981 | 1991 | 2000 | 2002 | 2004 | 2006 | 2008 | 2010 |
| ---- | ---- | ---- | ---- | ---- | ---- | ---- | ---- | ---- | ---- | ---- | ---- | ---- | ---- | ---- | ---- |
| 605  | 567  | 588  | 574  | 441  | 441  | 367  | 274  | 158  | 121  | 140  | 131  | 130  | 121  | 125  | 114  |

## Economia
L'economia es basa en l'agricultura de secà, especialment en el cultiu de l'olivera i ametler i en la seua manufactura. També destaca per la producció de mel i de l'extraordinari oli d'oliva de la serra d'Espadà. També té molta implantació la caça.

## Monuments
- Ermita de Santa Bàrbara.
- Església de Sant Joan Baptista. Del segle xviii, és d'estil renaixentiste.
- El Pilón. Del segle xi. És una torre defensiva d'origen musulmà situada al cim del pujol rocós on està situada la població; té una forma esvelta, amb un cos cilíndric fet de maçoneria, i disposa d'un accés principal elevat. Ha sigut parcialment restaurada, però el remat superior ha desaparegut. Va ser declarada Bé d'Interés Cultural l'any 1985.
- Casa Consistorial. Gran edifici inaugurat el 18 de juliol del 1965, és una construcció monumental realitzada en estil modern, amb dos grans balconades. La porta principal s'obri en un pòrtic de pilars, situat davall de la balconada principal.

## Festes i celebracions
- Festes patronals. En honor de la verge de l'Assumpció durant el mes d'agost.
- Sant Antoni. El 17 de gener.
- Sant Joan Baptista. El 24 de juny.
- Verge del Roser. El 3 i 4 d'octubre.